# 硬質磁性体
硬質磁性体（こうしつじせいたい）もしくは硬磁性体（こうじせいたい）とは磁性体の中でも簡単には磁極が消えたり反転したりしないものを指し、これとは反対の性質を持つ磁性体を軟質磁性体と呼ぶ。
硬質磁性体は磁力が飽和するまでの磁気分極が増加する場合と減少する場合の磁気分極の変化の割合が明確に異なる、つまりヒステリシス特性が大きいという性質がある。保磁力が大きいと言える。